# Охота на дракона

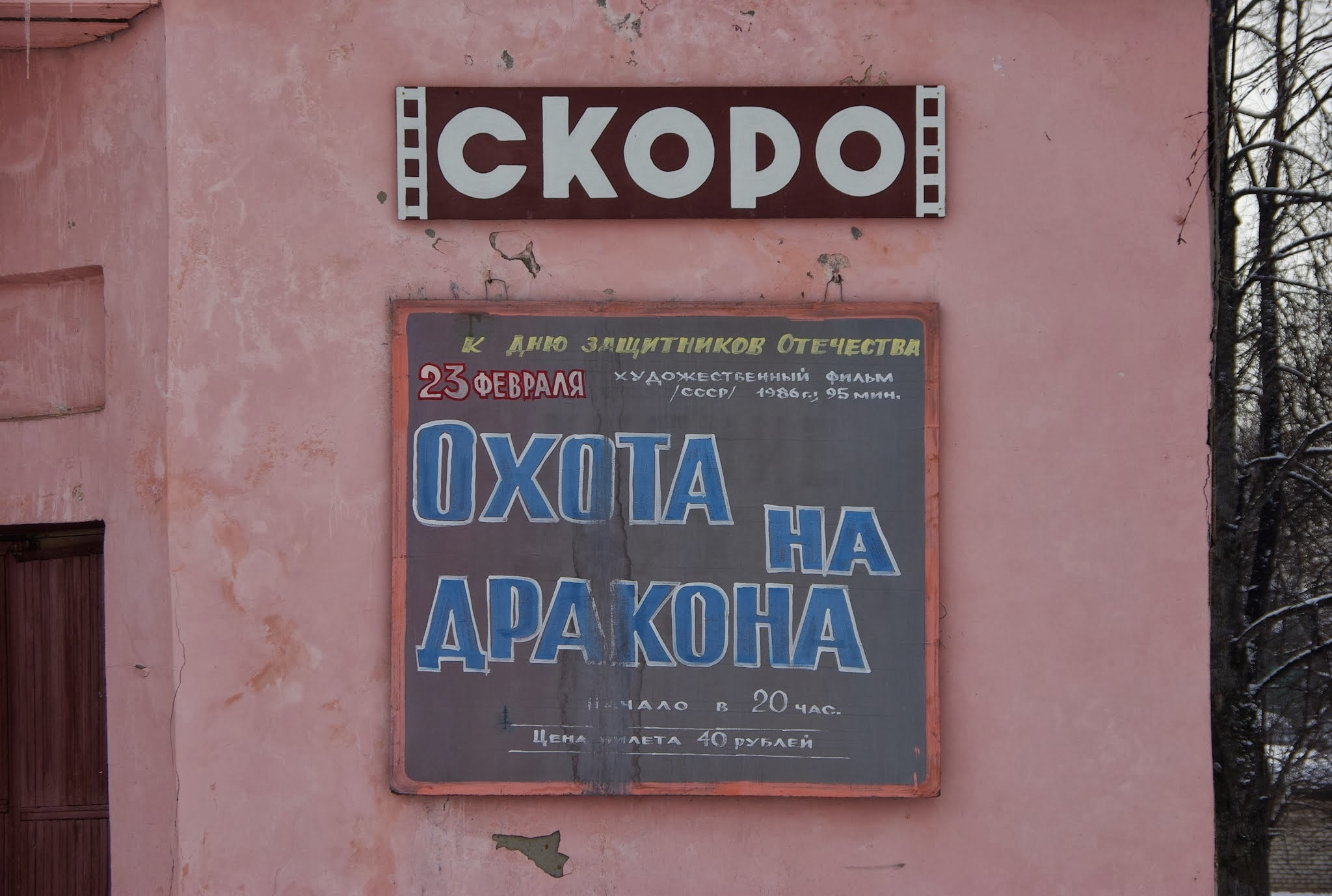

«Охота на дракона» — советский фильм 1986 режиссёра Латифа Файзиева.
Один из лидеров кинопроката СССР 1987 года — занял 16 строчку, фильм посмотрели 15,2 млн зрителей.

## Сюжет
- В образе вымышленной страны Гуадианы — прозрачный намёк на Никарагуа[1], фильм снимался во время активной фазы гражданской войны там.

Латиноамериканская страна Гуадиана решила завоевать национальную независимость и встать на социалистический путь развития. Спецслужбы США пытаются свергнуть революционное правительство республики. Для этого на территории сопредельного государства Санто-Рико построен секретный объект управления «климатическим оружием», и сильнейшие ураганы обрушиваются на Гуадиану разрушая инфраструктуру и экономику страны. Для исследования причин возникновения ураганов в Гуадиану приезжает советский учёный-метеоролог Саид Ходжаев. Чтобы помешать разоблачению США направляет в Гуадиану диверсионную группу во главе с полковником Бертом…

Советские кинематографисты совместно с коллегами из Никарагуа создали новый политический фильм «Охота на дракона»… Новое оружие, на этот раз метеорологическое, созданное империалистской сверхдержавой, используется против небольшой латиноамериканской страны, которая встала на путь независимости.
Оригинальный текст (исп.)colaboracion de cineASTAs DE LA URSS YAMERICA LATINA Los cineastas soviéticos junto con sus colegas de Nicaragua crearon un nuevo film político “La caza del dragón" que se estrena - dada en el género de ficción, trata de \éluen las pantallas moscovitas. La cha de las fuerzas progresistas c9átá una nueva arma, esta vez meteorológica, creada por una super potencia imperálista, utilizada contra un pequeño país latinoamericano que emprendió la vía dé la independencia.
— газета Союза писателей и художников Кубы (UNEAC) «La Gaceta de Cuba», 1987

## В ролях
В главных ролях:
- Алишер Пирмухамедов — Саид Ходжаев
- Мирдза Мартинсоне — Иветта Леденф
- Альберт Филозов — полковник Берт
- Баходыр Юлдашев — Карлос
- Борис Зайденберг — Франц Брокман, святой отец
- Лембит Ульфсак — Аллан Мак Ги, американский тележурналист

В остальных ролях:
- Мартин Вейнманн — Вил Николс, оператор
- Лазарь Качмазов — Роберто Линьярес, команданто
- Мартиньш Вердиньш — Жермен Кавалье
- Интс Буранс — Иглесиас, доктор
- Элле Кулль — Мануэлла, учительница из столицы
- Дилором Игамбердыева — Орнелла
- Машраб Кимсанов — Рамос
- Эркин Хачатуров — Тони
- Хабибулло Абдуразаков — Торрес, пивовар, отец Тони
- Закир Мухамеджанов — Хуан
- Николай Бриллинг — Кроуфорд
- Николай Тимофеев — Мизил Иванович Смирнов, секретарь посольства
- Фархад Аминов — синоптик
- Рано Кубаева — синоптик

В эпизодах: Людмила Грязнова, Майя Эглите, Гунта Виркава, Афанасий Тришкин и другие.